# Раймондо дела Торе
Раймондо дела Торе (на италиански: Raymondo della Torre; † 23 февруари 1299) е епископ на Комо (1262 – 1273) и патриарх на Аквилея (1273 – 1299).

## Произход и духовна кариера
Той е син на Пагано дела Торе († 1241) от знатния род Дела Торе от Милано и е брат на Наполеоне дела Торе († 1278).
От 1251 до 1262 г. е архиепископ на Монца. Като член на Гвелфите той е от 1261 до 1262 г. архиепископ на Милано, но папа Урбан IV номинира Отоне Висконти за архиепископ. През 1262 г. дела Торе е издигнат за епископ на Комо. На 21 декември 1273 г. папа Григорий X го прави патриарх на Аквилея.
Той е погребан през 1299 г. в базиликата на Аквилея.